# Американски заек беляк
Американският заек беляк (Lepus americanus) е вид бозайник от семейство Зайцови (Leporidae).

## Разпространение и местообитание
Разпространен е в Канада и САЩ.